# Översiktsplan för Stockholms stad
Översiktsplan för Stockholms stad är en översiktsplan som antogs av kommunfullmäktige i februari 2018 och beslutet att anta planen vann laga kraft den 23 mars 2018. Genom översiktsplaner talar Stockholms kommun i stora drag om hur bebyggelse och mark- och vattenanvändning kan utvecklas på lång sikt och på ett hållbart sätt, medan detaljplaner (tidigare stadsplaner) styr hur man får bygga och för vilka ändamål. 
Den tidigare gällande översiktsplanen kallades Promenadstaden vars antagandebeslut vann laga kraft den 10 april 2012. Sedan dess har det skett flera omvärldsförändringar bland annat i form av en stor befolkningsökning och nya krav på en ekologiskt och socialt hållbar utveckling. Den nya översiktsplanen redovisar stadsutvecklingsmöjligheter för de kommande 25 åren.

## Beskrivning
Enligt Plan- och bygglagen (PBL) skall kommunfullmäktige minst en gång under varje mandatperiod pröva om den gällande översiktsplanen är aktuell gällande bland annat användning av mark- och vattenområden och hur den byggda miljön skall användas, utvecklas och bevaras.
Den nya översiktsplanen utgår från stadens Vision 2040 - ett Stockholm för alla. Visionen innebär att oavsett var man bor skall det vara möjligt att ta sig till jobb och skola med goda kommunikationer, det skall finnas tillgång till kvalitativa torg, parker och grönområden och det skall finnas offentlig och kommersiell service. År 2040 förväntas kommunen fått ett ökat invånarantal till 1,2 miljoner personer. 
Översiktsplanen för Stockholms stad innehåller fem kapitel
- Inledning
- Mål för stadsbyggandet
- Utbyggnadsstrategi och genomförande
- Allmänna intressen
- Lokala utvecklingsmöjligheter

Översiktsplan för Stockholms stad formulerar flera stadsbyggnadsmål
- En växande stad
- En sammanhängande stad
- God offentlig miljö
- En klimatsmart och tålig stad
- En fossilbränslefri stad till 2040

Översiktsplanen anger även förslag för lokala utvecklingsmöjligheter inom Stockholms 14 stadsdelsområden
- Rinkeby-Kista
- Spånga-Tensta
- Hässelby-Vällingby
- Bromma
- Östermalm
- Norrmalm
- Kungsholmen
- Södermalm
- Hägersten-Liljeholmen
- Skärholmen
- Älvsjö
- Enskede-Årsta-Vantör
- Farsta
- Skarpnäck

## Läs hela översiktsplanen
- Översiktsplan för Stockholms stad, godkännandehandling.